# Схема бази даних

Зображення схеми бази даних MediaWiki.

Схема баз даних (англ. database schema) — це структура системи баз даних описана формальною мовою, яка підтримується системою керування баз даних (СКБД) і відноситься до організації даних для створення плану побудови бази даних з розподілом на таблиці. Формально схема баз даних є набором формул (правил), які називаються обмеженнями цілісності. Обмеження цілісності забезпечують сумісність між усіма частинами схеми. Всі обмеження виражаються однією мовою.
Поняття схеми бази даних відіграє ту ж роль, що і поняття теорії у численні предикатів. Модель цієї «теорії» точно відповідає базі даних, яку можна побачити в будь-який момент часу як математичний об'єкт. Таким чином, схема може містити формули, що представляють обмеження цілісності спеціально для застосунків і обмеження спеціально для типу бази даних, які виражені однією мовою баз даних.
В реляційній базі даних, схема визначає таблиці, поля, відношення, індекси, пакети, процедури, функції, черги, тригери, типи даних, послідовності, матеріалізовані уявлення, синоніми, посилання баз даних, каталоги, Java, XML-схеми та інші елементи.
Схема, як правило, зберігається в словнику даних. Хоча схема визначена в тексті мовою бази даних, цей термін часто використовується для графічного позначення структури бази даних. Іншими словами, схема — це структура бази даних яка визначає об'єкти в базі даних.
В системі баз даних Oracle, термін "схема" має дещо інший відтінок. Для інтерпретації в базі даних Oracle використовується термін схема об'єкта (англ. Schema Objects).

## Рівні схеми баз даних
- Концептуальна схема — карта концепцій та їх зв'язків
- Логічна схема — карта сутностей, їх атрибутів і зв'язків
- Фізична схема — окрема реалізація логічної схеми
- Схема об'єкта — об'єкт бази даних Oracle